# Bryanna McCarthy
Bryanna McCarthy (* 13. Oktober 1991 in Toronto) ist eine ehemalige kanadische Fußballspielerin. Ihre Mutter stammt aus St. Vincent, ihr Vater aus Jamaika.

## Karriere
McCarthy spielte während ihres Studiums an der West Virginia University für deren Fußballmannschaft, die West Virginia Mountaineers, zudem sporadisch für den W-League-Teilnehmer Toronto Lady Lynx. Sie wurde im Januar 2013 bei der sogenannten NWSL Player Allocation der Mannschaft der Western New York Flash zugeteilt. Für diese debütierte McCarthy am 11. Mai 2013 im Spiel gegen den FC Kansas City als Einwechselspielerin, was ihr einziger Einsatz in der Saison 2013 blieb. Zur Saison 2014 wechselte sie zu den Ottawa Fury Women in die W-League und im Januar 2015 weiter zum deutschen Bundesligisten SC Sand. Am 18. März 2015 feierte sie bei einer 2:0-Niederlage gegen den deutschen Meister VfL Wolfsburg ihr Debüt. Nachdem McCarthy, nur zu einem einzigen Einsatz für SC Sand gekommen ist, wechselte sie zum BV Cloppenburg. Im April 2017 löste McCarthy ihren Vertrag in Cloppenburg auf, nachdem der BV Cloppenburg ihr Gehalt nicht auszahlen konnte, und kehrte nach Kanada zurück. Im Sommer 2017 verkündete sie ihr Karriereende.

### International
McCarthy spielte für die kanadische U-17- und U-20-Nationalmannschaft und nahm an der U-17-Weltmeisterschaft 2008 teil. Am 3. Juni 2010 debütierte sie in der kanadischen A-Nationalmannschaft und gewann mit dieser im Folgejahr den Zypern-Cup.

### Als Trainerin
Mit Ende ihrer Spielerkarriere wurde sie Co-Trainer der West Virginia Mountaineers.

## Erfolge
- 2011: Gewinn des Zypern-Cup